# Ian Burgess
Ian Burgess (* 6. Juli 1930 in London; † 19. Mai 2012 ebenda) war ein britischer Autorennfahrer.

## Karriere
Ian Burgess sorgte 1951 für einige Aufregung im Motorsport, als er völlig überraschend die Klasse bis 500 cm³ beim Eifelrennen auf dem Nürburgring gewann. Im strömenden Regen ließ der damals unbekannte Burgess etablierte Fahrer wie Ken Wharton und Peter Whitehead hinter sich. Auf diesen Erfolg konnte er aber nicht aufbauen und die nächsten Jahre verliefen ohne weitere Erfolge.
Das Blatt wendete sich erst, als Burgess Mitte der 1950er-Jahre begann für Cooper zu arbeiten. Er wurde Instrukteur der Cooper-Racing-Driver-School in Brands Hatch und fuhr die Testfahrten der Formel-2-Cooper.
1957 verstärkte er seine Rennaktivitäten und wurde Vierter beim Gold Cup im Oulton Park. Er fuhr 1958 eine komplette Formel-2-Saison für das britische Atkins-Team. Siegen in Crystal Palace und Snetterton folgten vierte Plätze in Montlhéry und Reims. Ein schwerer Unfall auf der AVUS in Berlin beendete die Saison jedoch vorzeitig.
1959 war er zurück auf den Rennpisten und fuhr für die Scuderia Centro Sud in der Formel 1. Sein Debüt in der höchsten Monopostoklasse hatte Burgess schon im Jahr davor gegeben. Beim Großen Preis von Großbritannien ging er mit einem Werks-Cooper T45 an der Start, schied aber durch einen Kupplungsschaden aus. Auch die Scuderia Centro Sud setzte einen Cooper ein. Allerdings wurde deren T51 nicht von einem Climax-Aggregat, sondern von einem Maserati-Motor angetrieben. Die beste Platzierung des Jahres war der sechste Rang beim Großen Preis von Deutschland auf der AVUS. WM-Punkte gab es für diese Platzierung keine, nur die ersten Fünf erhielten Punkte für die WM-Wertung.
Auch 1960 engagierte sich Burgess mit der italienischen Rennmannschaft in der Formel 1, ehe er 1961 zu Camoradi Racing wechselte und deren Lotus 18 fuhr. Nach einem kurzen Gastspiel bei der Anglo-American Equipe bestritt Burgess die beiden letzten seiner 16 Weltmeisterschaftsläufe 1963 für das US-amerikanische Scirocco-Team. Wie bei den 14 Rennen davor blieb Burgess auch bei seinen letzten Auftritten in der Formel 1 ohne WM-Punkte.

## Statistik

### Statistik in der Automobil-Weltmeisterschaft

#### Gesamtübersicht
| Saison | Team                   | Chassis            | Motor           | Rennen | Siege | Zweiter | Dritter | Poles | schn. Rennrunden | Punkte | WM-Pos. |
| ------ | ---------------------- | ------------------ | --------------- | ------ | ----- | ------- | ------- | ----- | ---------------- | ------ | ------- |
| 1958   | Cooper Car Company     | Cooper T45         | Climax 2.0 L4   | 1      | −     | −       | −       | −     | −                | −      | NC      |
| 1958   | High Efficiency Motors | Cooper T43         | Climax 1.5 L4   | 1      | −     | −       | −       | −     | −                | −      | NC      |
| 1959   | Scuderia Centro Sud    | Cooper T51         | Maserati 2.5 L4 | 4      | −     | −       | −       | −     | −                | −      | NC      |
| 1960   | Scuderia Centro Sud    | Cooper T51         | Maserati 2.5 L4 | 3      | −     | −       | −       | −     | −                | −      | NC      |
| 1961   | Camoradi International | Lotus 18           | Climax 1.5 L4   | 2      | −     | −       | −       | −     | −                | −      | NC      |
| 1961   | Camoradi International | Cooper T53         | Climax 1.5 L4   | 1      | −     | −       | −       | −     | −                | −      | NC      |
| 1962   | Anglo-American Equipe  | Cooper T53 Special | Climax 1.5 L4   | 2      | −     | −       | −       | −     | −                | −      | NC      |
| 1963   | Scirocco-Powell        | Scirocco 02        | BRM 1.5 V8      | 2      | −     | −       | −       | −     | −                | −      | NC      |
| Gesamt | Gesamt                 | Gesamt             | Gesamt          | 16     | −     | −       | −       | −     | −                | −      |         |

#### Einzelergebnisse
| Saison | 1   | 2   | 3   | 4   | 5   | 6   | 7  | 8 | 9   | 10 | 11 |
| ------ | --- | --- | --- | --- | --- | --- | -- | - | --- | -- | -- |
| 1958   |     |     |     |     |     |     |    |   |     |    |    |
|        |     |     |     |     |     | DNF | 7  |   |     |    |    |
| 1959   |     |     |     |     |     |     |    |   |     |    |    |
|        |     |     | DNF | DNF | 6   |     | 14 |   |     |    |    |
| 1960   |     |     |     |     |     |     |    |   |     |    |    |
|        | DNQ |     |     |     | 10  | DNF |    |   | DNF |    |    |
| 1961   |     |     |     |     |     |     |    |   |     |    |    |
|        | DNS | DNS | 14  | 14  | 12  |     |    |   |     |    |    |
| 1962   |     |     |     |     |     |     |    |   |     |    |    |
|        |     |     |     | 12  | 11  | DNQ |    |   |     |    |    |
| 1963   |     |     |     |     |     |     |    |   |     |    |    |
|        |     |     |     | DNF | DNF |     |    |   |     |    |    |

| Legende  | Legende            | Legende                                                          |
| Farbe    | Abkürzung          | Bedeutung                                                        |
| -------- | ------------------ | ---------------------------------------------------------------- |
| Gold     | –                  | Sieg                                                             |
| Silber   | –                  | 2. Platz                                                         |
| Bronze   | –                  | 3. Platz                                                         |
| Grün     | –                  | Platzierung in den Punkten                                       |
| Blau     | –                  | Klassifiziert außerhalb der Punkteränge                          |
| Violett  | DNF                | Rennen nicht beendet (did not finish)                            |
| Violett  | NC                 | nicht klassifiziert (not classified)                             |
| Rot      | DNQ                | nicht qualifiziert (did not qualify)                             |
| Rot      | DNPQ               | in Vorqualifikation gescheitert (did not pre-qualify)            |
| Schwarz  | DSQ                | disqualifiziert (disqualified)                                   |
| Weiß     | DNS                | nicht am Start (did not start)                                   |
| Weiß     | WD                 | zurückgezogen (withdrawn)                                        |
| Hellblau | PO                 | nur am Training teilgenommen (practiced only)                    |
| Hellblau | TD                 | Freitags-Testfahrer (test driver)                                |
| ohne     | DNP                | nicht am Training teilgenommen (did not practice)                |
| ohne     | INJ                | verletzt oder krank (injured)                                    |
| ohne     | EX                 | ausgeschlossen (excluded)                                        |
| ohne     | DNA                | nicht erschienen (did not arrive)                                |
| ohne     | C                  | Rennen abgesagt (cancelled)                                      |
| ohne     | keine WM-Teilnahme |                                                                  |
| sonstige | P/fett             | Pole-Position                                                    |
| sonstige | 1/2/3/4/5/6/7/8    | Punktplatzierung im Sprint-/Qualifikationsrennen                 |
| sonstige | SR/kursiv          | Schnellste Rennrunde                                             |
| sonstige | *                  | nicht im Ziel, aufgrund der zurückgelegten Distanz aber gewertet |
| sonstige | ()                 | Streichresultate                                                 |
| sonstige | unterstrichen      | Führender in der Gesamtwertung                                   |

### Einzelergebnisse in der Sportwagen-Weltmeisterschaft
| Saison | Team     | Rennwagen       | 1   | 2   | 3   | 4   | 5   | 6   | 7   |
| ------ | -------- | --------------- | --- | --- | --- | --- | --- | --- | --- |
| 1953   | Kieft    | Kieft           | SEB | MIM | LEM | SPA | NÜR | RTT | CAP |
| 1953   | Kieft    | Kieft           |     |     | DNF |     |     |     |     |
| 1954   | Bob Said | Osca MT4        | BUA | SEB | MIM | LEM | RTT | CAP |     |
| 1954   | Bob Said | Osca MT4        |     | DNF |     |     |     |     |     |
| 1955   | Lotus    | Lotus Mark VIII | BUA | SEB | MIM | LEM | RTT | TAR |     |
| 1955   | Lotus    | Lotus Mark VIII |     | 27  |     |     |     |     |     |
| 1958   | Elva     | Elva Mk.IV      | BUA | SEB | TAR | NÜR | LEM | RTT |     |
| 1958   | Elva     | Elva Mk.IV      |     |     | 20  |     |     |     |     |